# Washington Redskins 1942
La stagione 1942 dei Washington Redskins è stata la 11ª della franchigia nella National Football League e la quinta a Washington. Sotto la direzione del capo-allenatore Ray Flaherty la squadra ebbe un record di 10-1, terminando prima nella NFL Eastern. Si qualificò così per la finale di campionato dove batté i Chicago Bears per 14-6, conquistando il suo secondo titolo. Sarebbe rimasto l'ultimo fino al vittoria del Super Bowl XVII nel 1982.

## Calendario
| Stagione regolare |                    |                        |                    |                    |                    |                    |                    |
| Turno             | Data               | Avversario             | Risultato          | Record             | Stadio             | Pubblico           | Sintesi            |
| 1                 | Settimana di pausa | Settimana di pausa     | Settimana di pausa | Settimana di pausa | Settimana di pausa | Settimana di pausa | Settimana di pausa |
| 2                 | 20 settembre       | Pittsburgh Steelers    | V 28–14            | 1–0                | Griffith Stadium   | 25,000             | Recap              |
| 3                 | 27 settembre       | New York Giants        | S 7–14             | 1–1                | Griffith Stadium   | 34,700             | Recap              |
| 4                 | 4 ottobre          | at Philadelphia Eagles | V 14–10            | 2–1                | Shibe Park         | 15,500             | Recap              |
| 5                 | 11 ottobre         | Cleveland Rams         | V 33–14            | 3–1                | Griffith Park      | 33,250             | Recap              |
| 6                 | 18 ottobre         | at Brooklyn Dodgers    | V 21–10            | 4–1                | Ebbets Field       | 25,635             | Recap              |
| 7                 | 25 ottobre         | at Pittsburgh Steelers | V 14–0             | 5–1                | Forbes Field       | 37,764             | Recap              |
| 8                 | 1º novembre        | Philadelphia Eagles    | V 30–27            | 6–1                | Griffith Stadium   | 32,658             | Recap              |
| 9                 | 8 novembre         | Chicago Cardinals      | V 28–0             | 7–1                | Griffith Stadium   | 35,425             | Recap              |
| 10                | 15 novembre        | at New York Giants     | V 14–7             | 8–1                | Polo Grounds       | 30,879             | Recap              |
| 11                | 22 novembre        | Brooklyn Dodgers       | V 23–3             | 9–1                | Griffith Stadium   | 34,450             | Recap              |
| 12                | 29 novembre        | at Detroit Lions       | V 15–3             | 10–1               | Briggs Stadium     | 6,044              | Recap              |
| 13                | Settimana di pausa | Settimana di pausa     | Settimana di pausa | Settimana di pausa | Settimana di pausa | Settimana di pausa | Settimana di pausa |

Nota: gli avversari della propria division sono in grassetto.

### Playoff
| Playoff |             |               |           |                  |          |         |
| Turno   | Data        | Avversario    | Risultato | Stadio           | Pubblico | Sintesi |
| Finale  | 13 novembre | Chicago Bears | V 14–6    | Griffith Stadium | 36,006   | Recap   |

## Classifiche
| NFL Eastern         |    |   |   |      |     |     |     |     |
|                     | V  | S | P | %    | DIV | PF  | PS  | STR |
| Washington Redskins | 10 | 1 | 0 | .909 | 7–1 | 227 | 102 | V9  |
| Pittsburgh Steelers | 7  | 4 | 0 | .636 | 5–3 | 167 | 119 | S1  |
| New York Giants     | 5  | 5 | 1 | .500 | 4–4 | 155 | 139 | V2  |
| Brooklyn Dodgers    | 3  | 8 | 0 | .273 | 2–6 | 100 | 168 | S6  |
| Philadelphia Eagles | 2  | 9 | 0 | .182 | 2–6 | 134 | 239 | S1  |

Note: I pareggi non venivano conteggiati ai fini della classifica fino al 1972.